# Jack Krawczyk
Jack Krawczyk (ur. w 1984 we Wrocławiu) – amerykański informatyk polskiego pochodzenia. Jest w Google dyrektorem odpowiedzialnym za projekt Google Gemini.

## Wykształcenie
Jack Krawczyk urodził się we Wrocławiu. Jako trzyletnie dziecko, wraz z rodzicami, wyemigrował do Stanów Zjednoczonych. Ukończył studia licencjackie w Carnegie Mellon University.

## Kariera zawodowa
Doświadczenie zawodowe w krótszych okresach zatrudnienia:
- Banc of America Securities, 2006–2007;
- Accel Partners w 2016.

Pracował dla:
- StumbleUpon, 2011–2013, na pozycji Head of Monetization & Publisher Products;
- Pandora, 2013–2016, na pozycji VP Product Management[3];
- VSCO, 2015–2020, jako doradca;
- UnitedMasters(inne języki), 2016–2018, na pozycji Head of Product;
- WeWork(inne języki)[1], 2018–2020, na pozycji VP Product Management;
- Google, 2007–2011, na pozycji Product Incubator Marketing Manager, oraz od 2020 r.

Krawczyk w Google jest dyrektorem odpowiedzialnym za projekt Google Bard. Google Bard w rozwiniętej formie został udostępniony w lipcu 2023 r.
Jack Krawczyk mieszka w San Francisco.

## Działalność społeczna
Krawczyk jest Dyrektorem ds. Technologii w składzie zarządu Bring Change to Mind – organizacji działającej na rzecz walki z dyskryminacją związaną ze zdrowiem psychicznym, rasą itp.